# Rooms-Katholiek verenigingsgebouw
Het Rooms-Katholiek verenigingsgebouw (ook R.C. Vereenigingsgebouw) is een door de architect Nicolaas Johannes Adema ontworpen pand in Franeker in de Nederlandse provincie Friesland.
Het voormalige rooms-katholieke verenigingsgebouw in Franeker werd in 1906, in opdracht van de Sint Antonius Vereeniging, door de Franeker architect Adema ontworpen in een kenmerkende jugendstil. Hij maakte bij de bouw gebruik van gele baksteen en voor de versiering van rode en witte baksteen. Aan de linkerzijde wordt de hoekpartij bekroond met een bolvormig dak. In een nis in de geveltop van de middenpartij bevindt zich een beeld van Sint-Antonius met kind.
Het gebouw werd in 1997 ingeschreven als rijksmonument in het monumentenregister vanwege de cultuurhistorische en architectuurhistorische waarde. Volgens de Rijksdienst voor het Cultureel Erfgoed is het gebouw onder meer waardevol vanwege de gaafheid van zowel het exterieur als delen van het interieur. Het laat bovendien de sociale en geestelijke ontwikkeling in Franeker zien en het is een mooi voorbeeld van het werk van de architect Adema. Het gebouw is ingrijpend gerestaureerd en dient na de restauratie als accommodatie van de Franeker bibliotheek.

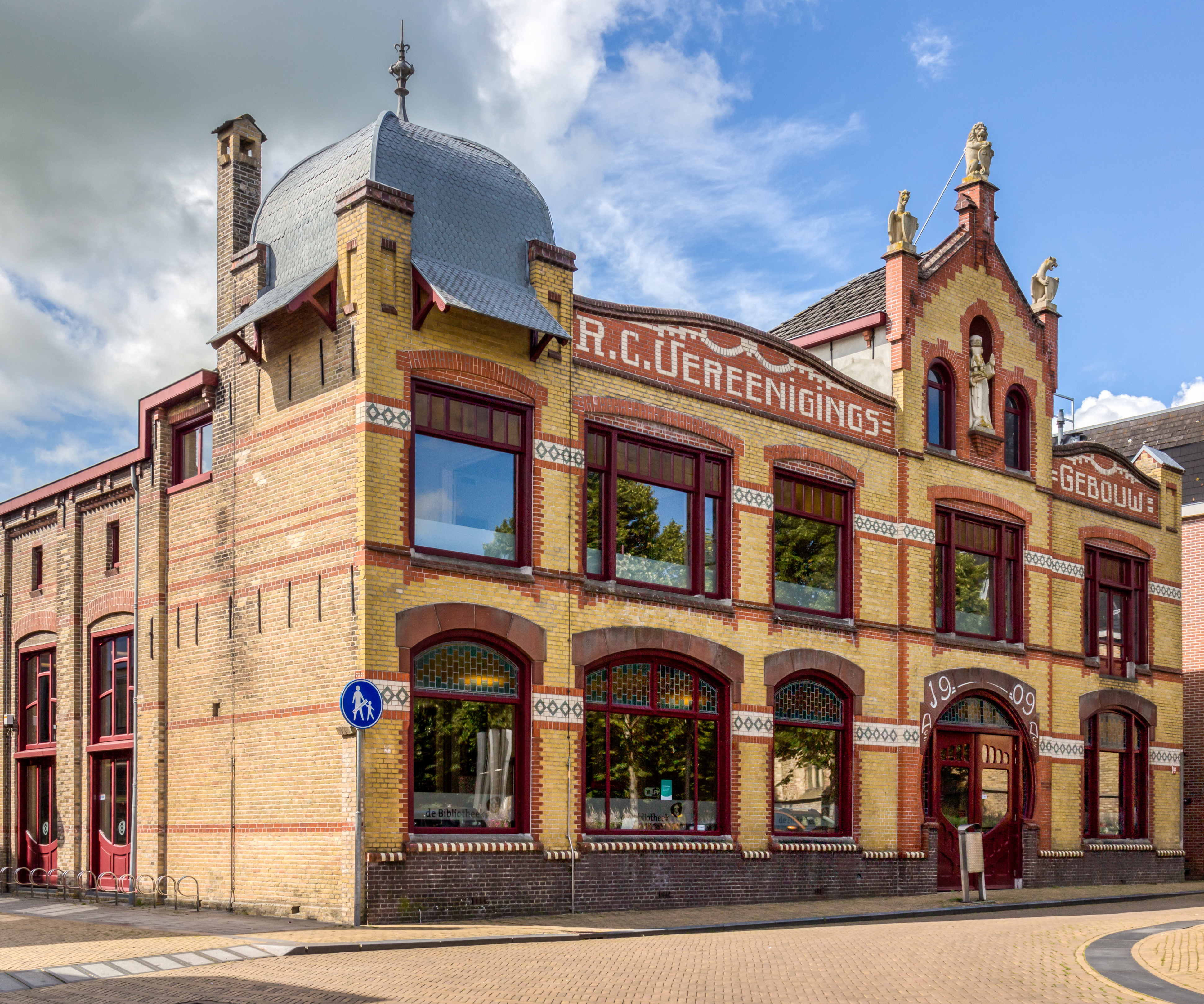
Voorgevel
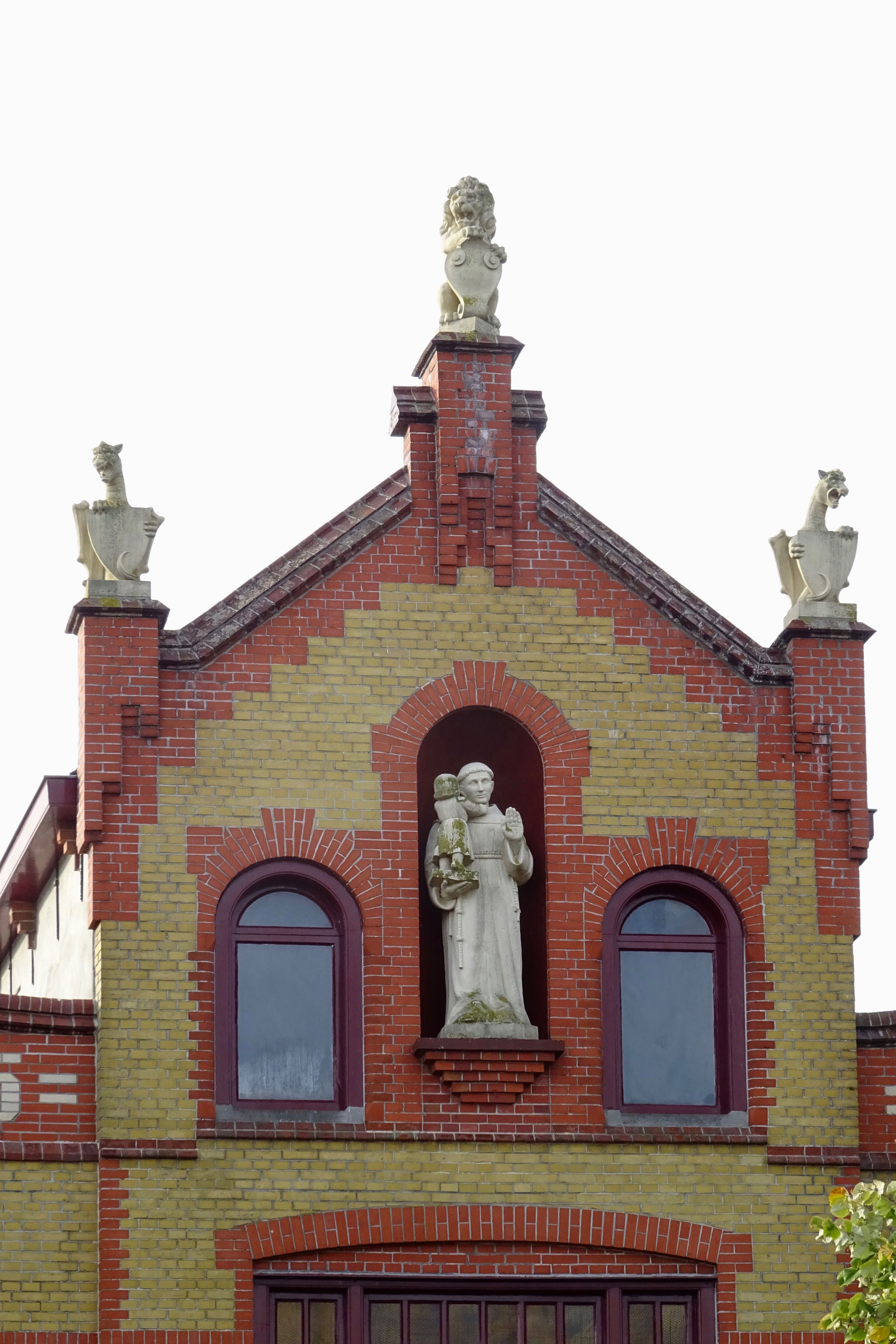
Geveltop (middengedeelte)
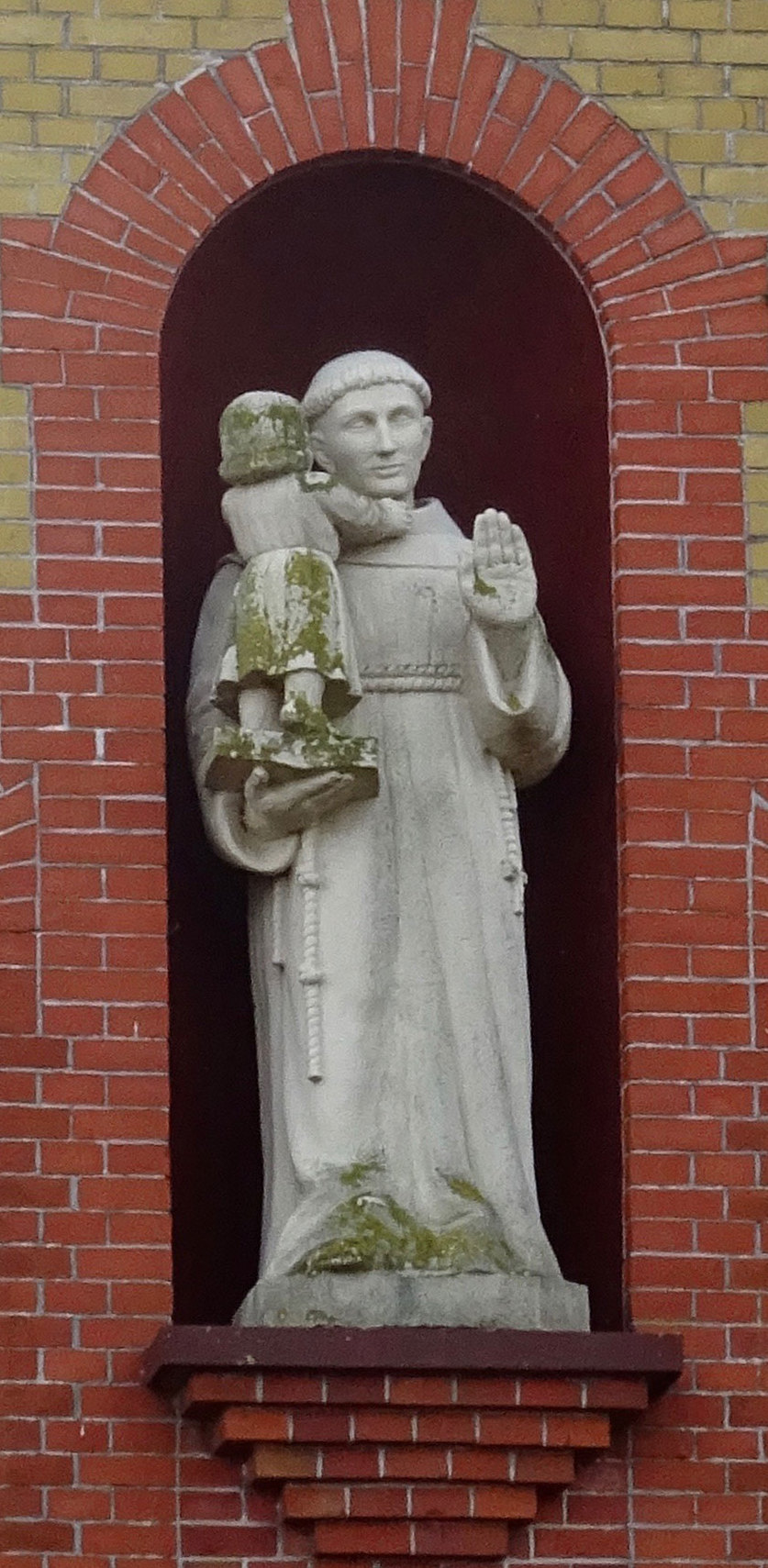
Sint Antonius met kind
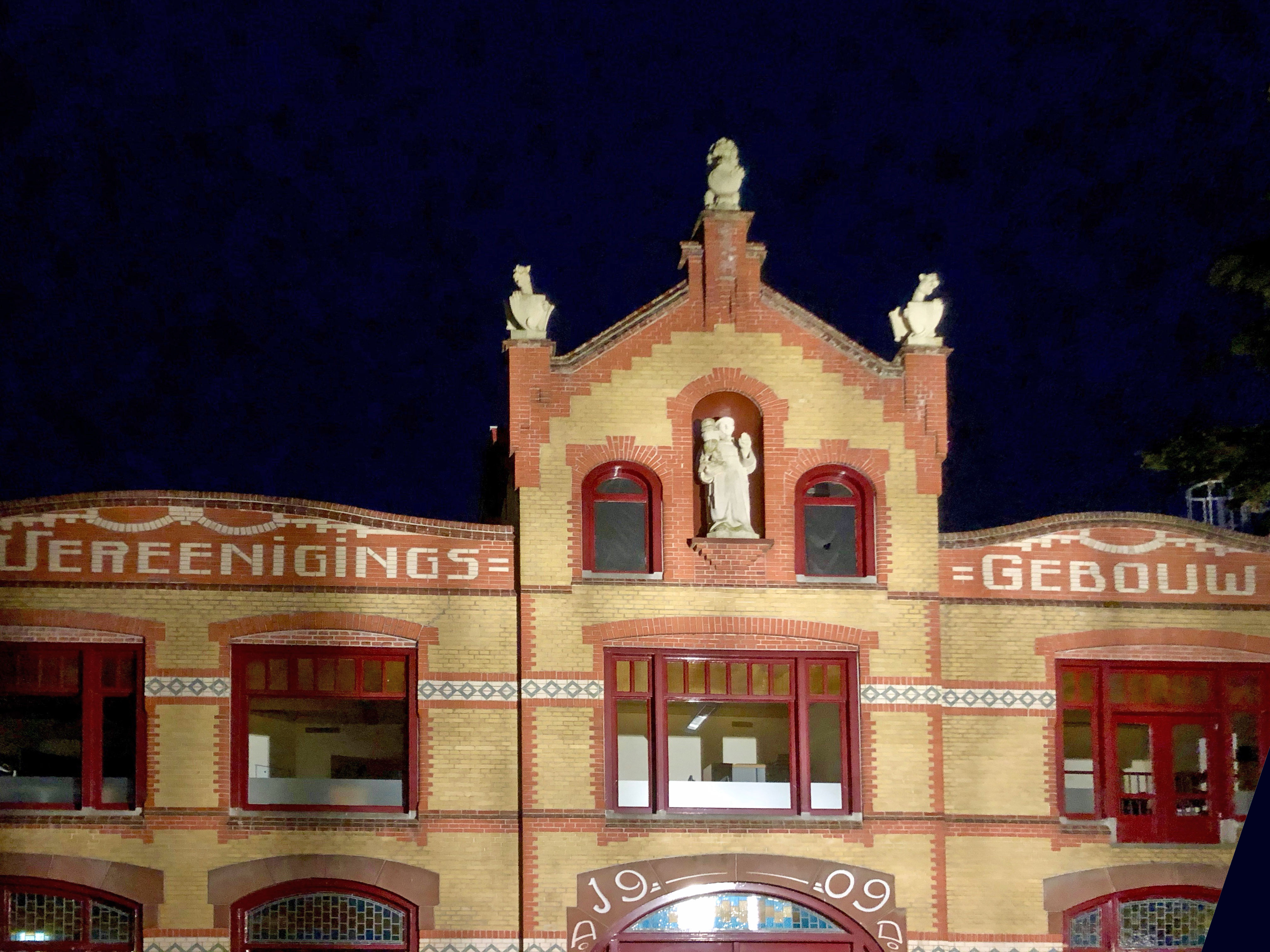
De bovengevel in de avond
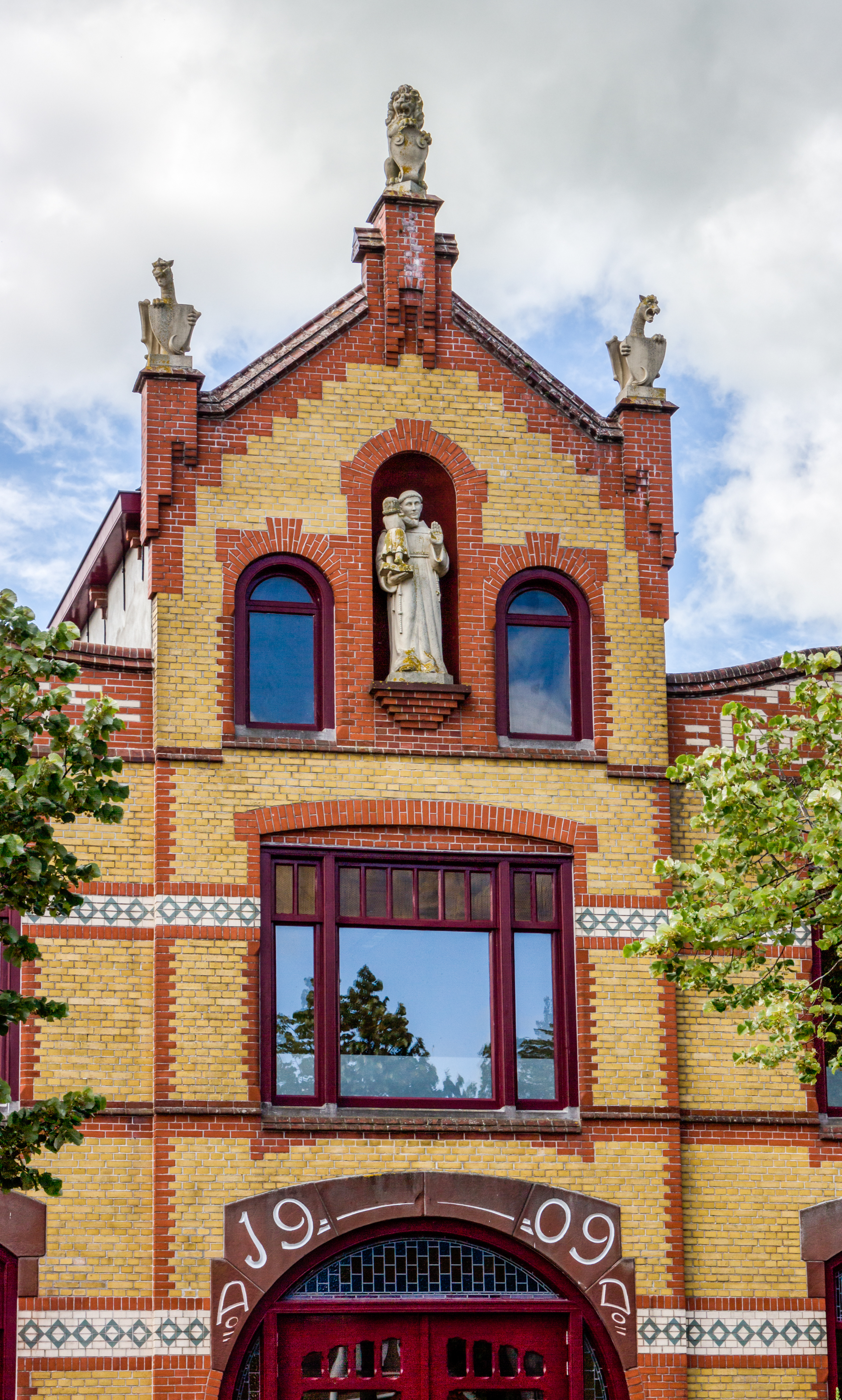
Detail